# バライラ・ド・インフェルノ射場

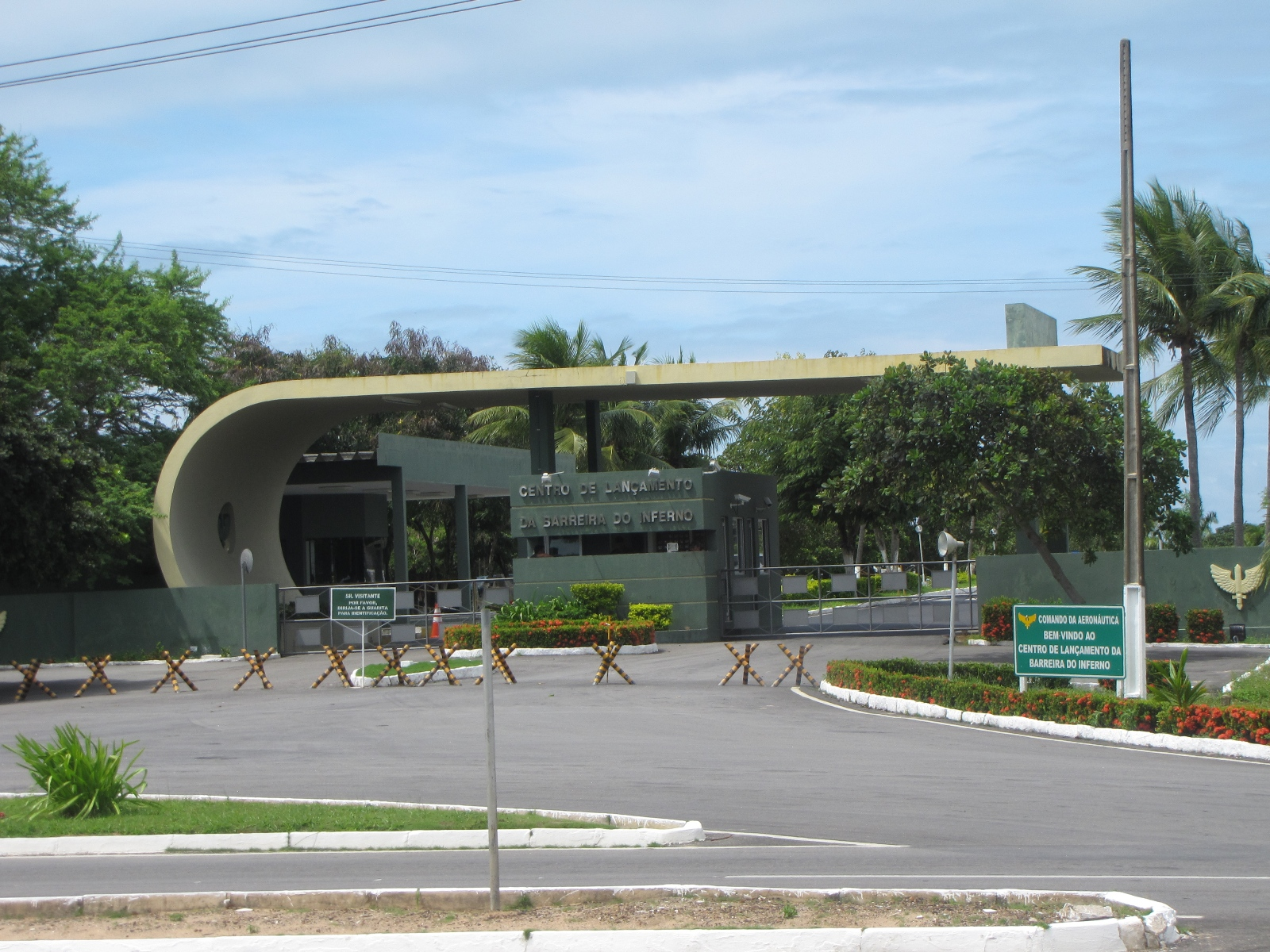
バライラ・ド・インフェルノ射場

バライラ・ド・インフェルノ射場（英：Barreira do Inferno Launch Center、ポルトガル語: Centro de Lançamento da Barreira do Inferno; CLBI）はブラジル宇宙機関の射場。1965年に建設され、リオグランデ・ド・ノルテ州のナタール近郊のParnamirimの中に位置している。面積520m2。主に観測ロケットを打ち上げ、人工衛星打ち上げロケットの打ち上げには使用されない。